# Вулиця Давида Гурамішвілі
Ву́лиця Дави́да Гурамішві́лі — вулиця у Святошинському районі міста Києва, селище Перемога. Пролягає від вулиці Сім'ї Стешенків до вулиці Василя Верховинця.

## Історія
Вулиця виникла у 50-ті роки ХХ століття під назвою Завулок № 7. Сучасна назва на честь грузинського поета, що проживав в Україні Давида Гурамішвілі — з 1968 року.